# Vicente Climent (actor)
Vicente Climent (Valencia, España, 30 de julio de 1895 - Buenos Aires, 23 de octubre de 1950) fue un actor de cine y teatro y cantante español de larga trayectoria en Argentina. Su hijo fue el también actor Tito Climent.

## Carrera
Vicente Climent, primer actor de raza, se destacó notablemente en los albores del teatro y del cine argentino con iluestres primeras figuras de la escena nacional como Pedro López Lagar, Sabina Olmos, Pedro Aleandro, Amadeo Novoa, Lalo Malcolm, Mario Baroffio, Alberto Anchart, Alí Salem de Baraja, Héctor Coire, Alberto Terrones, entre otros.
Nacido en Valencia se inició en Buenos Aires en compañías españolas y pasó a integrar el elenco estable de la compañía Enrique Muiño- Elías Alippi. Con el conjunto hizo giras por Chile, Uruguay y España. Fue el difusor del tango Milonguita que llevó hasta su país natal.
A los 19 años trabajó como peón de la Unión Telefónica. Mientras arreglaba teléfonos en los teatros de Buenos Aires un 31 de marzo de 1914, estando en el Teatro Avenida en el que actuaba la compañía de Arsenio Perdiguero, tuvo la oportunidad de asistir a un ensayo del conjunto.
En calidad de barítono actuó en el Teatro Apolo en la compañía Roberto Casaux- Arsenio Perdiguero, en la que permaneció dos años, visitando varias provincias, entre ellas Santa Fe. Posteriormente se presenta en el Teatro Variedades del barrio de Constitución con la "Compañía Nacional de Zarzuelas, Sainetes y Revistas" de Felipe Panigazzi - Félix Blanco, junto al maestro director y concertador Carlos Pibernat y la  primera actriz Milagros de la Vega.

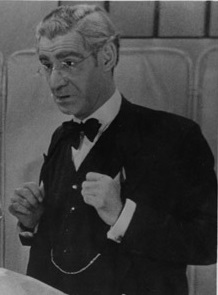
Vicente Climent en la película Grito de la juventud (1939).

También integró importantes compañías teatrales, entre ellas, "La Compañía Argentina de Grandes Espectáculos" con dirección artística de Ivo Pelay, junto con Alicia Vignoli, Manolita Poli, Amanda Falcón, Benita Puértolas, Ignacio Corsini, Marcelo Ruggero, Francisco Charmiello, Héctor Calcagno, Miguel Gómez Bao, Francisco Álvarez, Ernesto Famá y Francisco Canaro. En 1929 formó parte de la compañía de la actriz uruguaya María Esther Duckse.
Climent tenía un elevado concepto del teatro, en el que volcaba sus inquietud de actor, tratando siempre de mantener una línea decorosa de su labor.
En el teatro incursionó tanto en la revista como en la comedia musical, donde interpretó algunos recordados tangos  como La copa del olvido, Viejo rincón de Raúl de los Hoyos, Mis noches de Colon y Estampa rea, entre muchos otros.

## Vida privada y fallecimiento
Casado desde 1917 con la bailarina y vedette del Teatro Maipo Lucía Bessé, tuvo dos hijos una mujer la actriz de teatro Alicia Climent y un varón, el gran actor llamado artísticamente Tito Climent. 
Vicente Climente falleció en Buenos Aires el lunes 23 de octubre de 1950 a los 55 años de edad.

## Filmografía
- 1939: El grito de la juventud.
- 1939: La intrusa.
- 1941: La quinta calumnia.
- 1947: Albéniz.[6]

## Radio
- 1943: Don Severo Camama, con Rodolfo Zenner y Juana Sujo.

## Teatro
- Rosa del barrio (1921/1922), tango dialogado junto a Tita Merello, en el Teatro Apolo.
- Me gustan todas (1925).
- En el Maipo no hace frío (1926).
- Todo el mundo debe verla (1927), con la "Compañía Moderna de Operetas y Revistas de Ivo Pelay".
- Lulú (1929), comedia musical francesa de Serge Veber, Georges van Parys y Philippe Parès, con la Gran Compañía de Comedias Musicales y Piezas de Gran Espectáculo, dirigida por Ivo Pelay, junto con Laura Pinillos, Victoria Pinillos, Pedro Quartucci, Amanda Las Heras, Ida Delmas, Felisa Bonorino, entre otros.[7]
- Yes (1929).
- Nené (1930).
- El Conventillo del Gavilán, estrenada en el Teatro Municipal (1930).
- La borrachera del tango, de Carlos Scheffer Gallo y Elías Alippi.
- Viuda alegre (1932), con la Compañía Argentina de Revistas de Luis César Amadori.
- Yo me quiero divorciar (1933).
- Ensayo general (1933), Comedia musical , estrenada en el Teatro Fémina, con una permanencia de 5 meses y más de 100 funciones. Con letra, libro y música de Marcel Monrad.
- Su excelencia se lava las manos (1939) en el Teatro San Martín , con Alberto Anchart, Carlos Morganti, Roberto García Ramos y Zully Moreno.
- Todavía hay milagros (1937).
- La novia perdida (1941).
- Gran Colmao el Tronao (1944), estrenada en el Teatro El Nacional con José Ramírez, Lydia Campos, Rosita Contreras, Roberto García Ramos y Héctor Ferraro.
- La canción de los barrios (1945).
- Se necesita un hombre con cara de infeliz (1947).
- Café Concierto 1900 (1950), en el Teatro El Nacional con José Ramírez, Margarita Padín, Roberto García Ramos y Teresa Puente.